# 勝井森太郎
勝井森太郎（かつい もりたろう、生年不詳‐1937年）は、は、北海道空知で最古の建設業者の勝井建設工業の創業者。日本の実業家。
1897年岩見沢で創業。1919年岩見沢区裁判所庁舎・倉庫を建設。1920年空知支庁本庁舎・別館を建設を手掛ける。同年、娘婿の勝井寅吉にのれん分けし、寅吉が井桁勝井組として独立（後のカツイ）。1922年岩見沢土木建設業聯合会の設立に参画。1927年岩見沢町立病院を建設。1928年に家業を子息の勝井勝太郎に譲った。1931年空知土木建築請負業組合の設立後、評議員となる。
家族は、子に勝井建設工業初代社長の勝井勝太郎。孫に化学者の勝井信勝がいる。